# GSC 02620-00648
GSC 02620-00648 は、ヘルクレス座の12等星。太陽系から1400光年離れた位置に存在する。恒星Aと恒星Cの2つの天体からなる連星で、Aは太陽の1.18倍の質量を持つと見られている。また、Aの周囲を公転する太陽系外惑星が発見されている。
| 太陽 | GSC 02620-00648A |
| ---- | ---------------- |
| 太陽 | Exoplanet        |

## 惑星系
2006年に、トランジット法によるサーベイを行っていた大西洋両岸系外惑星サーベイ(TrES)が、GSC 02620-00648 に太陽系外惑星TrES-4を発見した。この惑星は恒星に近い軌道を回る高温のホット・ジュピターで発見当時としては最大の直径と最低の密度を持つ極端な惑星でもあった。
| 名称 （恒星に近い順） | 質量           | 軌道長半径 （天文単位） | 公転周期 (日)     | 軌道離心率 | 軌道傾斜角  | 半径           |
| --------------------- | -------------- | ----------------------- | ----------------- | ---------- | ----------- | -------------- |
| TrES-4                | 0.919±0.073 MJ | 0.05091±0.00071         | 3.553945±0.000075 | 0          | 82.86±0.33° | 1.799±0.063 RJ |

## 連星
2008年、トランジット法によって系外惑星が発見されていた14個の恒星について、小型望遠鏡による観測が行われた。さらに、スペインのカラル・アルト天文台に設置された2.2mの反射望遠鏡によって3個の恒星について追観測が行われた。その結果、GSC 02620-00648 は他の2つの恒星と同様に連星であることが明らかになった。新たに発見された伴星は主星から755天文単位の位置にある橙色あるいは赤色矮星で、天球上では主星から1秒角ほど離れている。この発見により主星と惑星のパラメータが再計算された。なお、伴星は惑星 (TrES-4 = GSC 0620-00648 b) との混同を防ぐため、"B" を避けて "C" の名称がつけられた。